# Sommarøy
Sommarøy is een plaats in de Noorse gemeente Tromsø, provincie Troms. Het toeristische vissersplaatsje telt 242 inwoners (2007) en heeft een oppervlakte van 0,37 km².  De plaats beslaat het eiland Store Sommarøya en een deel van het naastgelegen eiland Hillesøya. Sommarøy is met een brug verbonden met het vasteland.